# Ardhendu Bhattacharya
Ardhendu Bhattacharya (* 1955 in Shillong; † 1992) war ein indischer Filmregisseur.

## Leben
Bhattacharya absolvierte ein Postgraduiertenstudium in Philosophie an der Visva-Bharati University in Shantiniketan und ging danach ans Film and Television Institute of India. Er drehte Dokumentarfilme in Bombay und Guwahati und arbeitete daneben als Philosophie-Dozent an der Gauhati University. Sein einziger Spielfilm Manik Raitong entstand 1984 nach einer volkstümlichen Legende der Khasi. Er gilt als erster Farbfilm in der Sprache Khasi und wurde mit einem National Film Award ausgezeichnet. Bhattacharya war als Regisseur der Fernsehverfilmung von Birendra Kumar Bhattacharyas Roman Mrityunjaya vorgesehen. Das Projekt von Doordarshan kam jedoch wegen seines frühen Todes nicht mehr zustande.